# Ciula Mică
Ciula Mică – wieś w Rumunii, w okręgu Hunedoara, w gminie Răchitova. W 2011 roku liczyła 162 mieszkańców.